# Demétrias
Demétrias (Δημητριάς) era uma antiga cidade grega na Magnésia (na Grécia centro-leste), próxima a moderna cidade de Volos. Ela foi fundada por Demétrio I Poliórcetes, um do sucessores (diádocos) de Alexandre, o Grande.